# Mo gård
Mo gård är en svensk stiftelse som erbjuder insatser enligt Lagen om stöd och service till vissa funktionshindrade (LSS) till personer som är i behov av specifik kompetens inom kommunikationsområdet.

## Verksamhet
Mo Gård tillhandahåller stödinsatser enligt LSS. Verksamheten omfattar boende för vuxna, daglig verksamhet samt boende för barn och ungdomar i samband med anpassade gymnasiestudier eller vid behov av boende utanför det egna föräldrahemmet. Dessutom erbjuds utbildning inom den anpassade gymnasieskolan.
Målgruppen utgörs av barn, ungdomar och vuxna med kombinerade funktionsnedsättningar som omfattas av personkrets 1 § 1 och 1 § 3 enligt LSS. Verksamheten är särskilt inriktad på att möta individers behov av specialiserad kompetens inom kommunikation.

## Historia

### Bakgrund
Mo gård inledde sin verksamhet 1947 på Mo Gårds herrgård i Doverstorp som "skola och vårdanstalt för döva personer med ytterligare funktionsnedsättning". Den statliga verksamheten hade tidigare bedrivits i Gävle. Att verksamheten flyttades kan till stor del tillskrivas riksdagsledamöterna Martin Skoglund och Fridolf Thapper.
År 1964 flyttades skolverksamheten till Åsbackaskolan i Örebro. I samband medhuvudmannaskapsreformen 1967 blev Östergötlands läns landsting ny huvudman för Mo gård. Genom den nya omsorgslagen 1968 blev Mo gård ett specialvårdhem för döva.
År 1982 bodde 30 personer i Mo gårds verksamhet i Doverstorp.
Vårdhemmen avvecklades under 1990-talet, men möjligheterna att möta den specifika målgruppen i kommunerna var små. Trots detta var verksamheten på väg att avvecklas. Ägaren, Östergötlands läns landsting, samordnade dock en omorganisation av verksamheten tillsammans med Finspångs kommun, Sveriges Dövas riksförbund, Föreningen Sveriges Dövblinda samt personalrepresentanter. Målet var att alla skulle finnas representerade i den nya verksamhetens styrelse.
Under 1990-talet genomfördes en bolagisering av Mo Gård. Ett aktiebolag bildades, där Landstinget Östergötland blev den största ägaren med 48 procent av aktierna. Personalkooperativet vid Mo Gård förvärvade 12 procent, medan Finspångs kommun, Sveriges Dövas Riksförbund och Förbundet Sveriges Dövblinda delade på de återstående 40 procenten. År 1994 fick bolaget namnet Resurscenter Mo Gård AB.
Mo gård var en av de tidiga privata aktörerna inom vård och omsorg, en sektor där privatisering fortfarande var politiskt omdiskuterad vid denna tidpunkt. Bolagets tidiga år präglades av ekonomiska utmaningar, delvis på grund av den rådande finanskrisen och höga räntor under 1990-talet. Detta ledde till organisatoriska förändringar och flera chefsbyten innan verksamheten stabiliserades.

### Stiftelsen
I december 2000 ombildades Mo gård till en stiftelse, där de tidigare aktieägarna övergick till att bli stiftare.
Under 2000-talet har Mo gård utvecklat sin verksamhet och finns därefter på fler platser än Finspång. År 2002 mottog Mo gårds folkhögskola en miljon kronor i statligt bidrag för att utveckla undervisningen och anpassa den till nya lokaler. Mo gård tillhandahöll insatser till cirka 120 personer 2022. Koncernen hade då totalt cirka 650 anställda varav 400 i Doverstorp, Finspång.
År 2024 bedrev Mo gård verksamhet i Enköping, Stockholm, Nyköping, Finspång, Sjöbo, Arlöv, Ystad och Staffanstorp. Koncernen hade totalt 650 anställda samma år.

## Koncern
Stiftelsen äger ett dotterbolag som i sin tur äger fyra dotterbolag.
- Stiftelsen Mo gård 
  - Mo gård AB
    - Nationellt Kunskapscenter för Dövblindfrågor i Sverige AB
    - Hemsta-Lidingby Fastighet i Enköping AB
    - Mo Gård Fastighet AB
    - Mo LSS Aktiebolag

## Byggnaden
Huvudbyggnaden uppfördes 1905 i herrgårdsstil efter ritningar av arkitekten Agi Lindegren. Byggnaden uppfördes på initiativ av landshövding Axel Ekman.
År 1943 förvärvades gården av staten, och 1946 flyttades vårdinrättningen dit från Gävle. För att anpassa området till den nya verksamheten uppfördes flera nya byggnader i anslutning till huvudbyggnaden.